# Arctoscelia celator
Arctoscelia celator är en fjärilsart som beskrevs av Louis Beethoven Prout 1931. Arctoscelia celator ingår i släktet Arctoscelia och familjen mätare. Inga underarter finns listade i Catalogue of Life.